# Sjaak Pieters
Klaas Pieter "Sjaak" Pieters (nascido em 22 de julho de 1957) é um ex-ciclista holandês, que foi ativo entre 1976 e 1985. Se dedicou principalmente ao ciclismo de pista.

## Carreira
Pieters competiu nos Jogos Olímpicos de Montreal 1976 na prova de velocidade, mas não conseguiu chegar à final. Conquistou duas medalhas de bronze no tandem em campeonatos mundiais, em 1978 e 1982. Foi campeão nacional neste mesmo evento em 1977, 1978 e 1982–1985.

## Vida pessoal
Pieters é casado com a ginasta olímpica Ans Dekker. Seu irmão Peter e a sobrinha Amy também são ciclistas olímpicos.